# L'Homme qui assassina (film, 1931)
Pour les articles homonymes, voir L'Homme qui assassina.
Pour plus de détails, voir Fiche technique et Distribution.
L'homme qui assassina est un film franco-allemand réalisé par Jean Tarride et Curtis Bernhardt, sorti en 1931.

## Synopsis
Un attaché militaire à l'Ambassade de France à Constantinople rencontre une jeune femme, qui lui apprend qu'elle fait l'objet d'un chantage de la part de son mari.

## Fiche technique
- Titre : L'homme qui assassina
- Réalisation : Jean Tarride et Curtis Bernhardt, assisté de László Benedek
- Scénario : Harry Kahn, Henry Koster et Heinz Goldberg d'après le roman de Claude Farrère et la pièce de Pierre Frondaie
- Photographie : Curt Courant
- Montage : Laslo Benedek
- Musique : Hans J. Salter
- Décors : Hermann Georg Warm, Heinrich Richter
- Sociétés de production : Les Établissements Braunberger-Richebé, Terra-Filmkunst
- Sociétés de distribution : Cinélux, Les Établissements Braunberger
- Pays d'origine :  France | Allemagne  République de Weimar
- Durée : 78 minutes
- Date de sortie : 16 janvier 1931

## Distribution
- Jean Angelo : Marquis de Sévigné
- Marie Bell : Lady Falkland
- Gabriel Gabrio : Sir Archibald Falkland
- Max Maxudian : Mehmed Pascha
- Abel Jacquin : Prince Cernuwicz
- Edith Méra : Lady Edith
- Marcel Merminod

## Traduction
Il existe différentes versions linguistiques de ce film:
- version allemande Der Mann, der den Mord beging de Curtis Bernhardt, avec Conrad Veidt, Heinrich George, Trude von Molo
- version espagnole El Hombre que asesino, de Dimitri Buchowetzki & Fernando Gomis, avec Rosita Moreno, Ricardo Puga, Carlos San Martin
- version anglaise Stamboul (en), de Dimitri Buchowetzki & Reginald Denham, avec Warwick Ward, Rosita Moreno, Margot Grahame